# Вогберг, Магнус
Ма́гнус Тру́льсен Во́гберг (норв. Magnus Trulsen Vågberg, известен также как Ма́гнус Тру́льсен, норв. Magnus Trulsen; род. 23 декабря 1995, Осло) — норвежский кёрлингист.
В составе мужской сборной Норвегии участник зимних Олимпийских игр 2022 (заняли шестое место); участник двух чемпионатов мира (лучший результат — пятое место в 2018), трёх чемпионатов Европы (лучший результат — четвёртое место в 2018). Чемпион Норвегии среди мужчин. В составе юниорской мужской сборной Норвегии участник двух чемпионатов мира (лучший результат — бронзовые призёры в 2017). Двукратный чемпион Норвегии среди юниоров.
Играет на позиции первого.

## Достижения
- Кубок мира по кёрлингу 2018/2019: серебро (1 этап).
- Чемпионат Норвегии по кёрлингу среди мужчин: золото (2018), серебро (2020, 2022), бронза (2017, 2023).
- Чемпионат мира по кёрлингу среди юниоров: бронза (2017).

## Команды
| Сезон   | Четвёртый        | Третий             | Второй             | Первый             | Запасной                                           | Турниры                                                                                      |
| ------- | ---------------- | ------------------ | ------------------ | ------------------ | -------------------------------------------------- | -------------------------------------------------------------------------------------------- |
| 2015—16 | Магнус Рамсфьелл | Бендик Рамсфьелл   | Магнус Вогберг     | Eskil Vintervold   | Elias Høstmælingen                                 | ЧНМ 2016 (5 место)                                                                           |
| 2015—16 | Магнус Рамсфьелл | Бендик Рамсфьелл   | Магнус Вогберг     | Elias Høstmælingen | Eskil Vintervold тренер: Ларс Вогберг              | ЧМЮ 2016 (5 место)                                                                           |
| 2016—17 | Магнус Рамсфьелл | Бендик Рамсфьелл   | Магнус Вогберг     | Eskil Vintervold   | Elias Høstmælingen                                 | ЧНМ 2017                                                                                     |
| 2016—17 | Магнус Рамсфьелл | Бендик Рамсфьелл   | Магнус Вогберг     | Eskil Vintervold   | Elias Høstmælingen тренер: Бент Онунн Рамсфьелл    | ЧМЮ 2017                                                                                     |
| 2017—18 | Стеффен Вальстад | Маркус Хёйберг     | Магнус Недреготтен | Магнус Вогберг     | Стеффен Меллемсетер (ЧМ) тренер: Томас Лёвольд     | ЧНМ 2018 · ЧМ 2018 (5 место)                                                                 |
| 2018—19 | Стеффен Вальстад | Маркус Хёйберг     | Магнус Недреготтен | Магнус Вогберг     | Стеффен Меллемсетер (ЧЕ) тренер: Томас Лёвольд     | КМ 2018/19 (1 этап) · ЧЕ 2018 (5 место) · КМ 2018/19 (3 этап) (6 место) · ЧНМ 2019 (7 место) |
| 2019—20 | Томас Ульсруд    | Стеффен Вальстад   | Маркус Хёйберг     | Магнус Вогберг     | Магнус Недреготтен (ЧЕ) тренер: Томас Лёвольд (ЧЕ) | ЧЕ 2019 (6 место) · ЧНМ 2020                                                                 |
| 2020—21 | Стеффен Вальстад | Торгер Нергор      | Маркус Хёйберг     | Магнус Вогберг     | Эйрик Мён тренер: Томас Лёвольд                    | ЧМ 2021 (8 место)                                                                            |
| 2021—22 | Стеффен Вальстад | Торгер Нергор      | Маркус Хёйберг     | Магнус Вогберг     | Магнус Недреготтен тренер: Томас Лёвольд           | ЧЕ 2021 (4 место) · ЗОИ 2022 (квал. 2021) · ЗОИ 2022 (6 место)                               |
| 2021—22 | Стеффен Вальстад | Торгер Нергор      | Маркус Хёйберг     | Магнус Вогберг     |                                                    | ЧНМ 2022                                                                                     |
| 2022—23 | Стеффен Вальстад | Магнус Недреготтен | Матиас Бранден     | Магнус Вогберг     | Андреас Хорстад тренер: Томас Лёвольд              | ЧЕ 2022 (5 место)                                                                            |
| 2022—23 | Стеффен Вальстад | Торгер Нергор      | Матиас Бранден     | Магнус Вогберг     | Anders Bjørgum                                     | ЧНМ 2023                                                                                     |
| 2023—24 | Магнус Вогберг   | Eskil Vintervold   | Ådne Birketveit    | Elias Høstmælingen | Йохан Хёстмелинген                                 | ЧНМ 2024 (6 место)                                                                           |

(скипы выделены полужирным шрифтом)

## Частная жизнь
Из семьи титулованных норвежских кёрлингистов. Его мать Трина Трульсен — неоднократная чемпионка Норвегии среди женщин, призёр чемпионатов мира и Европы. Его отец Ларс Вогберг выступал в мужской сборной Норвегии на двух Олимпиадах. Дядя Магнуса, брат-близнец Трины — известный норвежский кёрлингист и тренер Пол Трульсен, скип мужской сборной Норвегии на Олимпийских играх 2002 и 2006 года. Его дочь, двоюродная сестра Магнуса — тоже известная норвежская кёрлингистка Пиа Трульсен.